# Rolando Campbell
Rolando Campbell (Barranquilla, 1961 - Ibidem, 5 de octubre de 2020) fue un futbolista colombiano que jugó en la posición de delantero.

## Biografía
Campbell nació en Barranquilla en 1961. En la década de 1980 se convirtió en jugador del Junior de Barranquilla, club donde jugó la mayor parte de su carrera. El 5 de mayo de 1986 fue el encargado de marcar el último gol en la historia del equipo en el Estadio Romelio Martínez, ya que el club adoptó el Estadio Metropolitano Roberto Meléndez como su nueva sede. Campbell jugó como profesional además en otros clubes como el Unión Magdalena, el Cúcuta Deportivo y el Once Caldas. Tras su retiro de las canchas, se desempeñó como orientador de las divisiones mayores del equipo tiburón.

### Fallecimiento
Tras sufrir una isquemia que lo mantuvo en una unidad de cuidados intensivos de la ciudad de Barranquilla durante varios días, Campbell falleció el 5 de octubre de 2020 a los cincuenta y nueve años.